# Johann Conrad Eichhorn
Pour les articles homonymes, voir Eichhorn.
Johann Conrad Eichhorn, né le 2 juin 1718 à Gdańsk et mort le 17 septembre 1790 dans la même ville, est un pasteur et zoologiste allemand.

## Biographie
Johann Conrad Eichhorn naît le 2 juin 1718 à Gdańsk. Il est fils de commerçant. Après avoir fréquenté le gymnasium de Dantzig, il étudie la théologie à Iéna de 1741 à 1746. Il épouse Anna Luise Meyer, avec laquelle il a trois filles. En 1752, Johann Conrad Eichhorn devient d'abord pasteur, puis diacre à Osterwick. En 1761, il commence sa vie de pasteur à l'église Sainte-Catherine à Danzig. À l'époque où il prend ses fonctions à Dantzig, il commence à examiner au microscope les douves de la ville et d'autres sources d'eau douce de Dantzig et de ses environs, comme la Radunia. Il s'intéresse en particulier au monde des petits animaux. En tant que chercheur amateur, il n'a aucune prétention scientifique, mais en tant que théologien, c'est précisément dans les plus petites formes de vie que l'œuvre de Dieu apparaît. Il semble avoir largement ignoré la littérature scientifique. Cependant, ses propres publications dans le domaine des microorganismes sont rapidement reçues par la recherche scientifique, et il se voit lui-même attribuer le rang de scientifique en raison de ses observations précises et de l'exactitude de ses dessins. Il est probablement le premier à voir et à décrire les tardigrades en 1767, mais ne peut en récolter la gloire, car son petit ouvrage n'apparaît qu'en 1775, alors que les tardigrades étaient déjà connus du public par Johann August Ephraim Goeze en 1773.

## Publications
- Beyträge zur Naturgeschichte der kleinsten Wasserthiere, die mit bloßem Auge nicht können gesehen werden und die sich in den Gewässern in und Danzig befinden. Danzig 1775. Neue Auflage Berlin/Stettin 1781.
- Zugabe zu meinen Beyträgen zur Natur-Geschichte der kleinsten Wasser-Thiere die mit keinem blossen Auge können gesehen werden, mit zwey neuentdeckten Wasser-Thieren nebst einer Vertheidigung gegen Herrn Johann Caspar Fueßly. Danzig 1783.